# Ichijō-ji

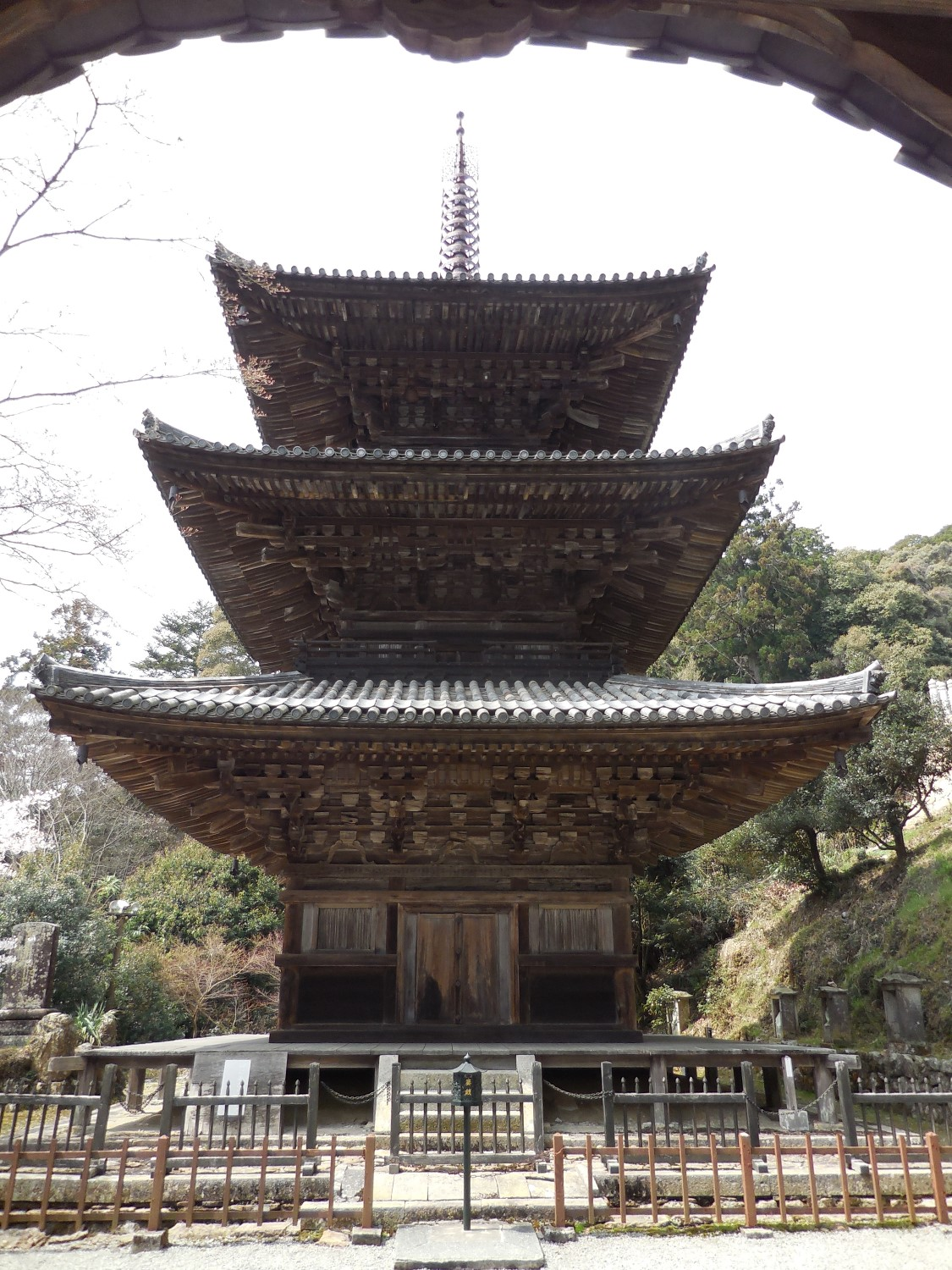
Dreistöckige Pagode

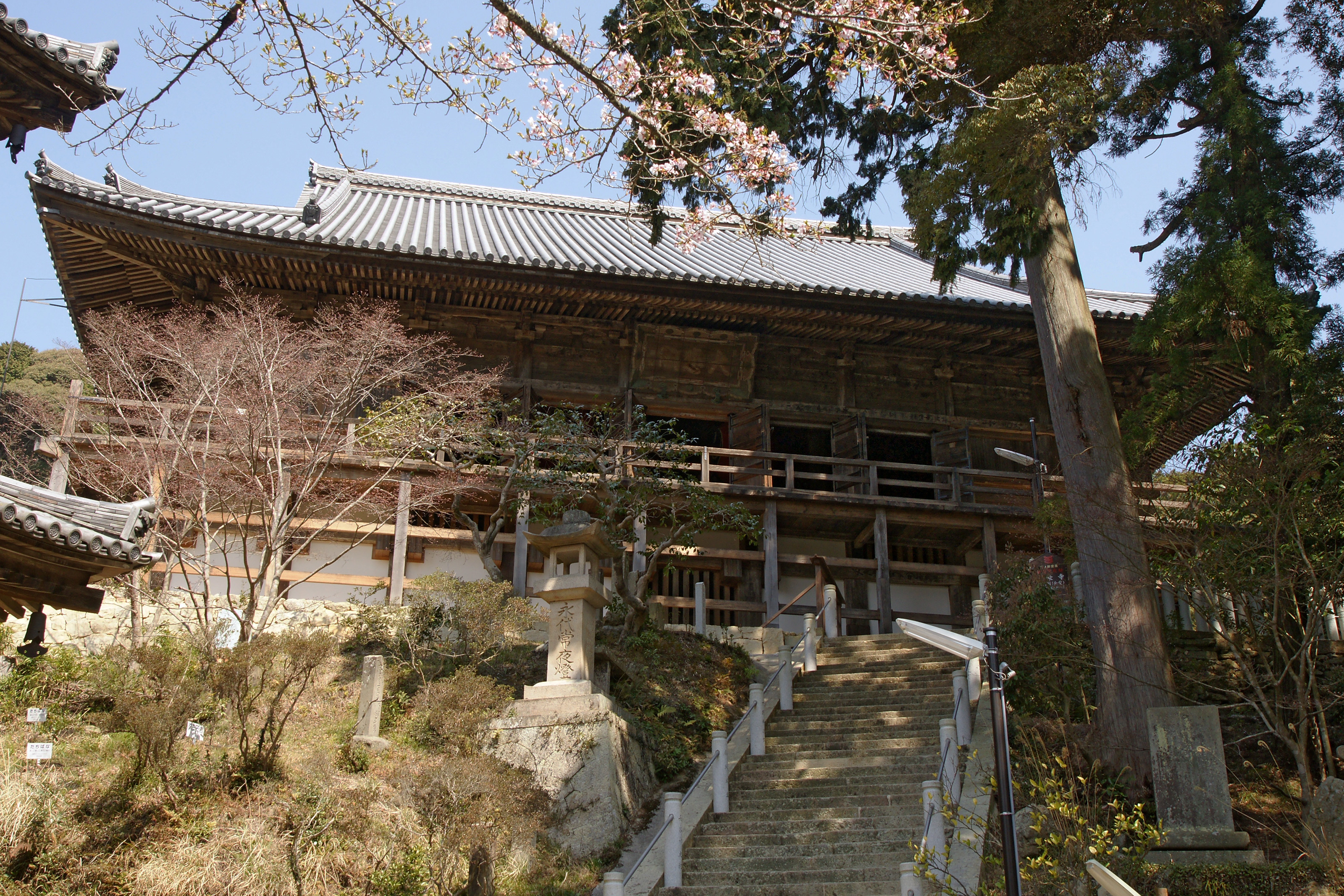
Haupthalle des Ichijō-ji

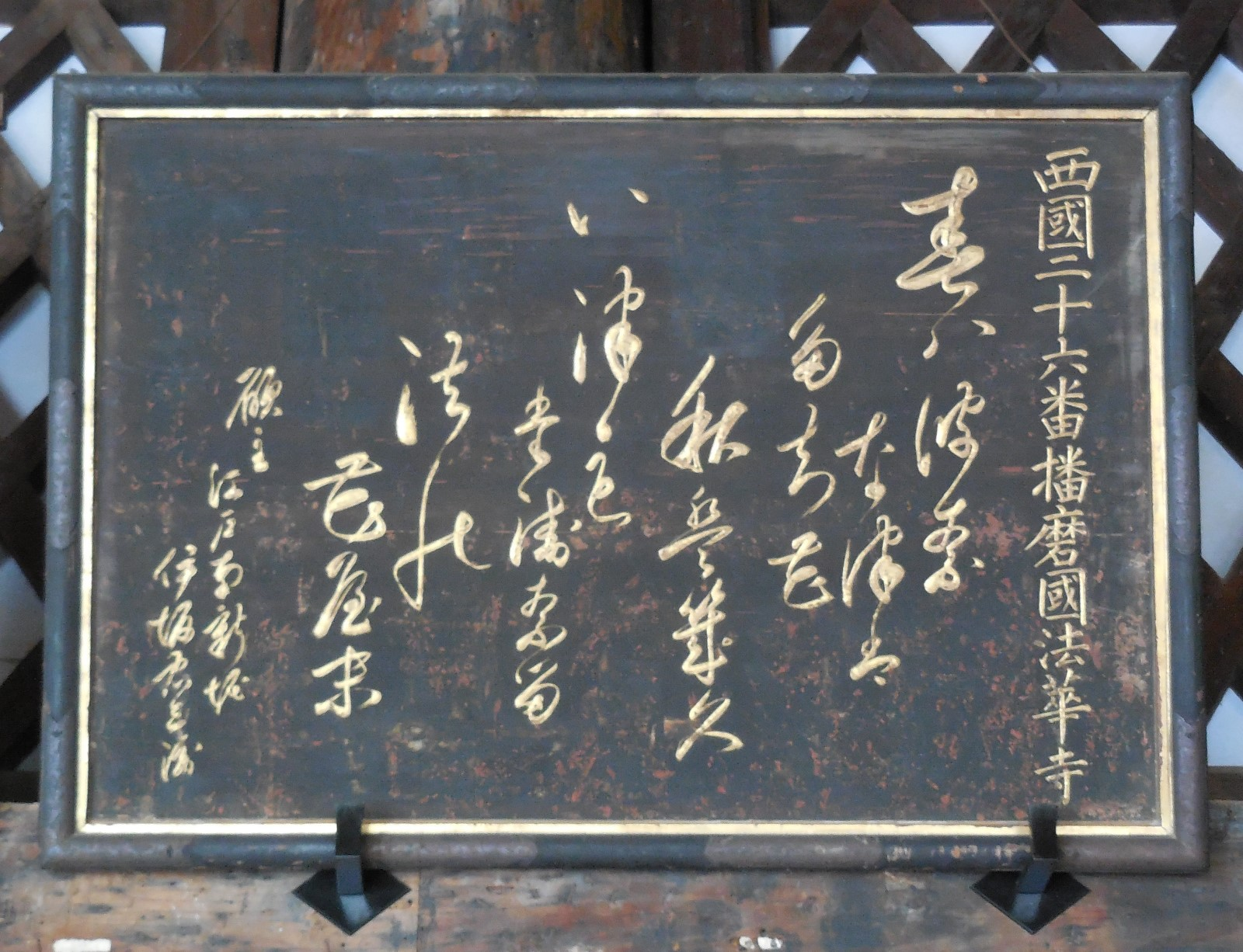
Widmungstafel aus der Edo-Zeit

Der Ichijō-ji (jap. 一乗寺) mit dem Gō Hokke-zan (法華山) ist ein buddhistischer Tempel in der Gemeinde Kasai,
Präfektur Hyōgo in Japan. Der Tempel ist mit der Glaubensrichtung Tendai-shū assoziiert.
Hauptbildnis des Tempels ist eine Statue der Kannon (Sho-Kannon). Der Ichijō-ji ist der 26. Tempel des Saigoku-Pilgerweges (西国三十三箇所, Saigoku sanjūsankasho).

## Geschichtlicher Überblick
Die Gründung des Ichijō-ji lässt sich urkundlich nicht belegen. Der Überlieferung nach soll der Tempel 650 durch den Eremiten Sennin Hōdō auf Wunsch von Kaiser Kōtoku gegründet worden sein. Hōdō Sennin soll der Legende nach auf einer Purpurwolke über China und Korea von Indien gekommen sein. In der Gegend gibt es viele Tempelspuren, aus denen man schließen kann, dass der Tempel tatsächlich aus der Hakuhō-Zeit stammt. 2,5 km weiter nördlich am Fuß des Bergs Kasamatsu gibt es den Flurnamen Furuhokke. Dort befindet sich ein in Stein geritzter Nyorai-Buddha, was Anlass zu Vermutungen gibt, dass der ursprüngliche Tempel sich nicht an der gegenwärtigen Stelle befand, sondern dort. 
Im Jahre 988 gab Kaiser Kazan der Haupthalle den Namen „Daihikaku“ (大悲閣) und bestimmte ihn zum 26. Tempel des Saigoku-Pilgerweges, ihn mit folgenden Zeilen preisend: „Im Frühling Kirschblüten, im Sommer Kamelien, im Herbst Chrysanthemen“.

## Die Anlage
- Haupthalle (Kondō, Daikōdō, Daihikaku): Die erste, legendäre, Haupthalle wird auf 650 datiert, die zweite wurde auf Wunsch des Kaisers Go-Daigo im Jahre 1335  unter der Bezeichnung „Daikōdō“ (大講堂) wieder errichtet.  Nachdem dieser Bau in Kriegswirren 1523 abgebrannt war, wurde er 1562 durch Akamatsu Yoshitsuke wieder errichtet. 1617 ging der Bau durch ein Feuer verloren, aber 1628 wurde die Halle durch Honda Tadamasa, Daimyō von Himeji, mit einem besonders breiten Vorraum wieder errichtet. Sie ist als Wichtiges Kulturgut Japans eingestuft. Nach schweren Schäden durch einen Taifun im Jahr 1999 ist die Haupthalle seit 2007 wieder öffentlich zugänglich. Die Haupthalle wird über drei Treppen mit insgesamt 150 Stufen erreicht. (Wichtiges Kulturgut)
- Dreistöckige Pagode (Sanjū-no-tō): Ältestes Gebäude auf dem Tempelgelände ist eine im Wayō-Stil gebaute dreigeschossige Pagode (Nationalschatz). Aus Signaturen in den Ziegeln weiß man, dass sie im 1. Jahr Shōan (1171) errichtet und 1174 fertiggestellt worden ist.
- Glockenturm (Shōrō): Erbaut 1628, zusammen mit dem Wiederaufbau der Haupthalle. (Wichtiges Kulturgut der Präfektur).
- Kaisandō: Hinten im Wald gelegen, wird in diesem Bau mit quadratischem Grundriss (Hōgyō-Stil der Gründer Hōdō verehrt. Der jetzige Bau stammt aus der Edo-Zeit.
- Halle Dōkōdo (Amidadō): Auf halber Höhe gelegen, wurde die ursprünglich auf Wunsch des Kaisers Shōmu erbaute Halle 1553 wieder errichtet. Das jetzige Gebäude stammt aus der Meiji-Zeit.
- Chinju sansha: Nördlich der Haupthalle befinden sich die kleinen Schreine, Gohō-sha (Kamakura-Zeit, verehrt wird Bishamon), der Benten-sha (Muromachi-Zeit, Benzaiten) und der größere Schrein Myōken-sha (Myōken-bosatsu, Muromachi-Zeit).  Alle drei Schreine sind Wichtige Kulturgüter).

## Tempelschätze
Zu den Kulturschätzen des Ichijō-ji zählen Bildrollen mit Shōtoku und den zehn Patriarchen des Tendai-shū aus dem 12. Jahrhundert (Nationalschatz). Zusammen mit anderen, als Wichtige Kulturgüter eingestufte Bildrollen werden diese Objekte in den Nationalmuseen von Nara und Tokyo aufbewahrt. Das große Alter des Tempels wird auch durch das Hauptbild belegt, das in die späte Asuka-Zeit eingeordnet wird. Eine Reihe von Statuen aus Metall bzw. Holz (durch Signaturen für späte Heian- bzw. Kamakura-Zeit belegt) sind als Wichtige Kulturgüter eingestuft. 